# Anja Fröhlich (Fußballspielerin)
Anja Fröhlich (* 16. April 1967) ist eine ehemalige deutsche Fußballspielerin.

## Karriere
Als die Frauenfußballmannschaft des FC Bayern München in der Saison 1991/92 ihre zweite Saison in der ein Jahr zuvor neu gegründeten und zweigleisigen Bundesliga anging, gehörte Anja Fröhlich zum Kader der Mannschaft. In der Gruppe Süd bestritt sie zehn Punktspiele und debütierte in der höchsten Spielklasse am 15. September 1991 (3. Spieltag) bei der 1:2-Niederlage im Heimspiel gegen den FSV Frankfurt.